# ハヤテのごとく!! Live 2009 ヒナ祭り祭り!!
『ハヤテのごとく!! Live 2009 ヒナ祭り祭り!!』は、テレビアニメ『ハヤテのごとく!』のライブイベント、およびそれを収録したCDのタイトル名。

## 概要
2009年3月1日にYokohama Bay Hallで行われた『ハヤテのごとく!! Live 2009 ヒナ祭り祭り!!』の模様を収録している。ディスクジャケットには、桂ヒナギクが描かれている。本作は、歌とトークを収録した「SONG & TALK」と歌のみを収録した「SONG」の2種をリリースした。

## 収録曲

### 「SONG & TALK」盤

#### DISC-1
1. 影ナレ 〜もう少し待たせとく?〜
2. 100点満点なんかじゃない!
歌：桂ヒナギク（伊藤静）
作詞：くまのきよみ、作曲：田中公平、編曲：根岸貴幸
3. MC 〜ようこそ『ヒナ祭り祭り！！』へ〜
4. 残酷な天使のテーゼ
歌：桂ヒナギク（伊藤静）
作詞：及川眠子、作曲：佐藤英敏、編曲：池田森
5. Power of Flower
歌：桂ヒナギク（伊藤静）
作詞：くまのきよみ、作曲：田中公平、編曲：PE
6. MC 〜お姉ちゃんを紹介します〜
7. ￥JENNEY 〜銭 it's my Soul〜
歌：桂雪路（生天目仁美）
作詞：くまのきよみ / 作曲：田中公平、編曲：丸尾稔
8. MC 〜桂姉妹の軽妙な会話〜
9. 自由賛歌!
歌：桂雪路 （生天目仁美）
作詞：マイクスギヤマ、作曲：田中公平、編曲：丸尾稔
10. TALK 〜朝のホームルーム的なノリで〜
11. 白皇学院生徒会心得
歌：桂ヒナギク（伊藤静）
作詞：マイクスギヤマ、作曲：田中公平、編曲：岩崎文紀
12. 白皇学院生徒会不心得
歌：瀬川泉（矢作紗友里）、花菱美希（中尾衣里）、朝風理沙（浅野真澄）
作詞：マイクスギヤマ、作曲：田中公平、編曲：岩崎文紀

#### DISC-2
1. MC 〜三人娘、今日の意気込み〜
2. 「ごめん」で済むなら恋などしない
歌：瀬川泉（矢作紗友里）、花菱美希（中尾衣里）、朝風理沙（浅野真澄）
作詞：くまのきよみ、作曲：田中公平、編曲：岩崎文紀
3. MC 〜普通の会話?〜
4. キミがいるから 〜Just Windy Love〜
歌：西沢歩（高橋美佳子）
作詞：くまのきよみ、作曲：田中公平、編曲：PE
5. TALK 〜サプライズな登場人物〜
6. MC 〜「HiNA」というアルバムをリリースしました〜
7. 微熱
歌：桂ヒナギク（伊藤静）
作詞：くまのきよみ、作曲：田中公平、編曲：根岸貴幸
8. あしたのわたし
歌：桂ヒナギク（伊藤静）
作詞：くまのきよみ、作曲：田中公平、編曲：村瀬恭久
9. MC 〜今日の最後に〜
10. Heart of Flower
歌：桂ヒナギク（伊藤静）
作詞：くまのきよみ、作曲：田中公平、編曲：村上正芳
11. MC 〜アンコール・出演者ご挨拶〜
12. 白皇学院校歌
歌：白皇学院生徒諸君
作詞：畑健二郎、作曲：田中公平、編曲：岩崎文紀

### 「SONG」盤
1. 100点満点なんかじゃない!
歌：桂ヒナギク（伊藤静）
作詞：くまのきよみ、作曲：田中公平、編曲：根岸貴幸
2. 残酷な天使のテーゼ
歌：桂ヒナギク（伊藤静）
作詞：及川眠子、作曲：佐藤英敏、編曲：池田森
3. Power of Flower
歌：桂ヒナギク（伊藤静）
作詞：くまのきよみ、作曲：田中公平、編曲：PE
4. ￥JENNEY 〜銭 it's my Soul〜
歌：桂雪路（生天目仁美）
作詞：くまのきよみ、作曲：田中公平、編曲：丸尾稔
5. 自由賛歌!
歌：桂雪路 （生天目仁美）
作詞：マイクスギヤマ、作曲：田中公平、編曲：丸尾稔
6. 白皇学院生徒会心得
歌：桂ヒナギク（伊藤静）
作詞：マイクスギヤマ、作曲：田中公平、編曲：岩崎文紀
7. 白皇学院生徒会不心得
歌：瀬川泉（矢作紗友里）、花菱美希（中尾衣里）、朝風理沙（浅野真澄）
作詞：マイクスギヤマ、作曲：田中公平、編曲：岩崎文紀
8. 「ごめん」で済むなら恋などしない
歌：瀬川泉（矢作紗友里）、花菱美希（中尾衣里）、朝風理沙（浅野真澄）
作詞：くまのきよみ、作曲：田中公平、編曲：岩崎文紀
9. キミがいるから 〜Just Windy Love〜
歌：西沢歩（高橋美佳子）
作詞：くまのきよみ、作曲：田中公平、編曲：PE
10. 微熱
歌：桂ヒナギク（伊藤静）
作詞：くまのきよみ、作曲：田中公平、編曲：根岸貴幸
11. あしたのわたし
歌：桂ヒナギク（伊藤静）
作詞：くまのきよみ、作曲：田中公平、編曲：村瀬恭久
12. Heart of Flower
歌：桂ヒナギク（伊藤静）
作詞：くまのきよみ、作曲：田中公平、編曲：村上正芳
13. 白皇学院校歌
歌：白皇学院生徒諸君
作詞：畑健二郎、作曲：田中公平、編曲：岩崎文紀